# 한국수산회
한국수산회는 수산에 관한 문제와 제도연구, 국내·외 수산협력을 목적으로 1965년 6월 26일 설립허가된 대한민국 해양수산부 산하의 사단법인이다. 사무실은 서울특별시 서초구 논현로 83, 삼호물산빌딩 A동 5층에 있다.         

## 주요 사업
- 한·중·일 민간어업협력사업
- 자율관리어업 강화지원사업
- 수산물, 천일염 이력제사업
- 수산물 가치 및 소비촉진사업
- 인터넷 수산시장(www.fishsale.co.kr) 운영
- 수산정책 연구
- WTO/FTA 대응사업
- 수산과학관 운영